# Hyporthodus exsul
Hyporthodus exsul é uma espécie de peixe da família Serranidae.
Pode ser encontrada nos seguintes países: Costa Rica, El Salvador, Guatemala, Honduras, México, Nicarágua e Panamá.